# Osservatorio di Kiso
L'osservatorio di Kiso (木曽観測所?, Kiso Kansokujo) è un osservatorio astronomico giapponese situato sul monte Ontake ai confini tra le prefetture di Nagano e Gifu alle coordinate 35°47′38.86″N 137°37′41.88″E a 1130 m s.l.m.. Il suo codice MPC è 381 Tokyo-Kiso.
Il Minor Planet Center gli accredita la scoperta di cinque asteroidi effettuate tra il 1994 e il 1996.
Gli è stato dedicato l'asteroide 2271 Kiso.
| 29328 Hanshintigers | 13 ottobre 1994 |

## Storia
L'osservatorio nasce nel 1974 come quinta struttura dell'Istituto di astronomia della Facoltà di scienze dell'Università imperiale di Tokyo. Nel 1988 confluisce nel costituendo NAOJ.
Lo strumento principale di osservazione è un telescopio Schmidt da 105cm che operava inizialmente con lastre fotografiche ed è stato ammodernato agli inizi degli anni novanta del XX secolo adottando la tecnologia CCD.